# Bang Eun-hee
Bang Eun-hee (de nacimiento Bang Min-seo) es una actriz surcoreana. Debutó como actriz en 1988, y saltó a la fama después de ser elegida como la actriz principal en General's Son (1990) del director Im Kwon-taek. Ha protagonizado tanto en películas como en dramas, tales como The Day a Pig Fell into the Well (1996), No. 3(1997), 3PM Paradise Bath House (1997),Shadows of an Old Love (1998), Legend of Hyang Dan (2007), Daebak Life (2008), y All My Love (2010).

## Vida personal
Se casó con Kim Nam-hee, CEO de NH Media, el 9 de septiembre de 2010. A partir del 2016, es representada por esta agencia.

## Filmografía

### Cine
| Año  | Título                                 | Rol                |
| ---- | -------------------------------------- | ------------------ |
| 1988 | Love's Scribble                        | estudiante         |
| 1988 | Wasteland                              | Soo-jin            |
| 1989 | Mouse Landing Operation                | Profesora Hwang    |
| 1990 | Watercolor Painting in a Rainy Day     | Kyung-ae           |
| 1990 | General's Son                          | Hwa-ja             |
| 1991 | Portrait of the Days of Youth          | (cameo)            |
| 1991 | Silver Stallion                        | Soon-deok          |
| 1991 | 1991 Human Market 3                    | secretaria         |
| 1991 | Do You Like Afternoons After the Rain? | Jung-ah            |
| 1991 | From Barefoot to Bentz                 | Eun-young          |
| 1992 | The Moon Is... the Sun's Dream         | Soo-mi             |
| 1992 | Twenty Seven Roses                     | Miss Song          |
| 1992 | Marriage Story                         | Mi-young           |
| 1994 | Horror Express (V)                     | 13인의 피          |
| 1994 | The Fox with Nine Tails                | Min-yi             |
| 1994 | Young Lover                            | profesora 1        |
| 1994 | Pirate                                 | Do-hee             |
| 1995 | Mom Has a New Boyfriend                | Ji-young           |
| 1995 | Rehearsal                              | Shin-woo           |
| 1996 | The Day a Pig Fell into the Well       | esposa de In-chang |
| 1997 | Poison                                 | "Leather Pants"    |
| 1997 | No. 3                                  | Ji-na              |
| 1997 | 3PM Paradise Bath House                | Hwang Jung-mi      |
| 2001 | Love Her                               | Mrs. Jang          |
| 2007 | Before the Summer Passes Away          | Sang-jung (cameo)  |
| 2008 | Life Is Beautiful                      |                    |
| 2008 | Viva! Love                             | estilista          |
| 2010 | C+ (short film)                        |                    |
| 2015 | Untouchable Lawman                     | Eun-hee            |
| 2016 | Our Dating History                     | Kim I-kyung        |
| 2017 | The Poet and the Boy                   | madre de Se-yun    |

### Series de televisión
| Año  | Título                                      | Rol                                              | Red  |
| ---- | ------------------------------------------- | ------------------------------------------------ | ---- |
| 1992 | Tragic Grass                                |                                                  |      |
| 1993 | Walking All the Way to Heaven               | Miss Oh                                          | MBC  |
| 1993 | Our Family of Fifteen                       |                                                  |      |
| 1996 | Wealthy Yu-chun                             | Jo Tae-soon                                      | SBS  |
| 1996 | Wonji-dong Blues                            |                                                  |      |
| 1996 | MBC Best Theater "Between Her and My Wife"  | Young-hee                                        | MBC  |
| 1997 | Passionate Love                             |                                                  |      |
| 1997 | MBC Best Theater "후회해도 되는 것들"       | Jae-hee                                          | MBC  |
| 1998 | Because I Love You, I'm Sorry               |                                                  |      |
| 1998 | Shadows of an Old Love                      | Seon-joo                                         | SBS  |
| 1998 | The Solid Man                               | Jo Mi-ryung                                      | SBS  |
| 1999 | TV Novel: Bird                              |                                                  |      |
| 2000 | MBC Best Theater "Ji Hwa-ja and Ha Soo-min" | Ji Hwa-ja                                        | MBC  |
| 2001 | Soon-ja                                     | Kang In-ok                                       | SBS  |
| 2002 | Open Drama Man and Woman                    | Young-ja                                         | SBS  |
| 2003 | Are You Still Dreaming                      | Cha Mi-kyung                                     | MBC  |
| 2004 | More Beautiful Than a Flower                | Kim Jae-geon                                     | KBS2 |
| 2004 | Precious Family                             | Myung-sook                                       | KBS2 |
| 2004 | MBC Best Theater "돈벼락"                   |                                                  |      |
| 2004 | Drama City "Massage"                        | propietaria                                      | KBS2 |
| 2005 | Rebirth - Next                              |                                                  |      |
| 2005 | Don't Worry                                 | Han Yoo-jung                                     | KBS2 |
| 2005 | Golden Apple                                | Keum-shil's mother                               | KBS2 |
| 2006 | Let's Love Again                            | Oh Hee-ah                                        | MBC  |
| 2006 | The Vineyard Man                            | Seo Young-ran                                    | KBS2 |
| 2006 | HDTV Literature "Bad Story"                 | Jae-seon                                         | KBS1 |
| 2007 | MBC Best Theater "Flanks and Thighs"        | vecina                                           | MBC  |
| 2007 | Moon Hee                                    | Kim Mu-seol                                      | MBC  |
| 2007 | Legend of Hyang Dan                         | Wol-mae                                          | MBC  |
| 2007 | Winter Bird                                 | mujer de Incheon                                 | MBC  |
| 2007 | Cruel Love                                  | Park Chan-sook                                   | KBS2 |
| 2008 | Daebak Life                                 | Na Young-ja                                      | KNN  |
| 2008 | Life Special Investigation Team             | esposa del Presidente Yang                       | MBC  |
| 2008 | Returned Earthen Bowl                       | Go Seon-hee                                      | KBS2 |
| 2008 | Love Marriage                               |                                                  |      |
| 2008 | General Hospital 2                          | Hwang Eun-hee                                    | MBC  |
| 2008 | Mrs. Saigon                                 | KNN                                              |      |
| 2009 | The Slingshot                               | Myung-sun                                        | KBS2 |
| 2009 | Children of Heaven                          |                                                  |      |
| 2009 | Tamra, the Island                           | Go Ba-soon                                       | MBC  |
| 2009 | Hometown Legends "The Wooden Doll"          | Eon-nyeo                                         | KBS2 |
| 2009 | Loving You a Thousand Times                 | Yoon So-wol                                      | SBS  |
| 2010 | Master of Study                             | Han Ae-shim                                      | KBS2 |
| 2010 | Life Is Beautiful                           | Jo Nam-shik                                      | SBS  |
| 2010 | All My Love                                 | Bang Eun-hee                                     | MBC  |
| 2011 | Drama Special "Crossing the Yeongdo Bridge" | Oh Kyung-ok                                      | KBS2 |
| 2011 | Bride of the Sun                            | Im Mi-sun                                        | SBS  |
| 2012 | High Kick: Revenge of the Short Legged      | madre de Kang Seung-yoon (invitada, episodio 77) | MBC  |
| 2012 | Dr. Jin                                     |                                                  | MBC  |
| 2012 | Childless Comfort                           | cliente divorciada (cameo)                       | JTBC |
| 2013 | Ad Genius Lee Tae-baek                      | Won Mi-ok                                        | KBS2 |
| 2013 | Can't Take It Anymore                       | Yoo Jung-sook                                    | JTBC |
| 2013 | The Suspicious Housekeeper                  | madre                                            | SBS  |
| 2013 | Drama Special "My Dad Is a Nude Model"      | Mi-ra                                            | KBS2 |
| 2014 | Witch's Romance                             | Oh Mi-yeon                                       | tvN  |
| 2014 | Pluto Secret Society                        | Representante de seguros                         | EBS  |
| 2014 | Naeil's Cantabile                           | madre de Seol Nae-il                             | KBS2 |
| 2015 | House of Bluebird                           | Park Haeng-sook                                  | KBS2 |
| 2015 | A Girl Who Sees Smells                      | Yang Mi-yeon                                     | SBS  |
| 2015 | High Society                                | Kim Seo-ra                                       | SBS  |
| 2016 | Beautiful Gong Shim                         | Cheon Ji-yeon                                    | SBS  |
| 2016 | Second To Last Love                         | SBS                                              |      |
| 2016 | I'm Sorry, But I Love You                   | cameo                                            | SBS  |
| 2017 | Missing 9                                   | madre de Bong-hee                                | MBC  |
| 2017 | Unknown Woman                               | Jang Ae-nok                                      | KBS2 |
| 2017 | Reunited Worlds                             | Yoon Mi-na                                       | SBS  |
| 2018 | My Contracted Husband, Mr. Oh               | Baby                                             | MBC  |
| 2022 | A Secret House                              |                                                  | MBC  |

### Programa de Radio
| Año  | Título                                            | Estación     | Notes |
| ---- | ------------------------------------------------- | ------------ | ----- |
| 1991 | Entertainment Walk                                | KBS Happy FM | DJ    |
| 1996 | Sunday Express with Byun Jin-sup and Bang Eun-hee | SBS Radio    | DJ    |
|      | Radio Date with Ji Suk-jin and Bang Eun-hee       | SBS Radio    | DJ    |

## Teatro
| Año  | Título                                   | Papel                               |
| ---- | ---------------------------------------- | ----------------------------------- |
| 1988 | El uso de un Pollo en Lugar de un Faisán |                                     |
| 2007 | Un Día                                   | Jefe de la oficina de Jang/Drama EP |
| 2011 | Who Needs Men?                           | Marjorie                            |

## Premios y nominaciones
| Año  | Premio           | Categoría                                       | Nominado trabajo | Resultado |
| ---- | ---------------- | ----------------------------------------------- | ---------------- | --------- |
| 2006 | KBS Drama Awards | Mejor Actriz en un Acto/Especiales/cortometraje | Mala Historia    | Nominada  |